# La Ribambelle aux Galopingos
La Ribambelle aux Galopingos est la sixième histoire de la série de bande dessinée La Ribambelle de Jean Roba et Vicq. Elle est publiée pour la première fois du no 1459 au no 1511 du journal Spirou, puis en album en 1968.
La Ribambelle offre un voyage aux îles Galopingos à leur ami Monsieur Berlingaud. Mais ce dernier disparaît au cours de son expédition, poussant les enfants à se lancer à se recherche en se rendant sur l’île sauvage et mystérieuse où vivrait le légendaire et féroce Dragon de Grododo…

## Univers

### Synopsis
Après plusieurs mois d’attente, la Ribambelle reçoit enfin le prix du concours de machines volantes (à la suite de leur aventure de la Ribambelle s’envole) : un séjour tous frais payés dans les îles Galopingos. Toutefois, un imprévu se pose rapidement : il n’y a qu’un seul billet pour les six enfants. Ils décident alors de l’offrir à leur ami le confiseur, Monsieur Berlingaud, qui rêve de voyages. Ce dernier, fou de joie, y voit l’opportunité d’élucider le mystère du « Dragon de Grododo », un animal monstrueux dont l’existence n’a jamais pu être prouvée.
Berlingaud se rend donc sur place. Il ne se doute pas qu’un certain Schlapp, capitaine du caboteur « le Guano », est averti de sa visite et prévient un mystérieux contact à Grododo. Ce même contact ordonne de laisser le confiseur venir sur l’île, poussant même Schlapp à l’emmener en personne. Berlingaud arrive donc sur l’île mystérieuse et est débarqué par le capitaine et son équipage avec tout son matériel. Le vieil homme aperçoit alors quelque chose qui le terrifie, mais le « Guano » vogue déjà loin, avertissant les autorités de la disparition de Berlingaud, selon les instructions reçues. 
La nouvelle de la disparition de leur ami ne manque pas de faire réagir les Ribambins qui décident de partir aux Galopingos pour le retrouver. Grâce à James, devenu reporter-explorateur pour le journal de la ville, le financement du voyage est assuré, ce qui permet au groupe de partir sans tarder. Une fois sur place, James et les enfants sont à leur tour approchés par Schlapp, lequel a été averti de leur arrivée par les journaux et chargé par son mystérieux contact de les amener sur Grododo. 
Sur la plage de l’île, James découvre que l'un de leurs fusils a été saboté et que l'autre a été subtilisé. Le groupe ne se décourage pas pour autant et installe rapidement son camp au sommet d’un arbre mort. Au crépuscule, la bande est attaquée par les indigènes de Grododo. Grâce à des prises de judo, Atchi et Atcha parviennent à repousser la plupart des assaillants, puis ceux-ci fuient en masse lorsqu’un cri mystérieux se fait entendre. Après leur départ, la Ribambelle découvre qu’il s’agit d’un petit oiseau, capable d’imiter et de répéter à la perfection les bruits et les voix. Mais l’amusement fait place à la terreur lorsqu’ils sont attaqués par le véritable dragon de Grododo. Bien que menaçante, la créature fuit rapidement devant les cris de peur d’Archibald.
Le lendemain, les enfants reçoivent à nouveau la visite de l’oiseau imitateur qui répète des mots que les Ribambins identifient comme ceux de Berlingaud, ce qui indique que ce dernier est bien vivant. Ses paroles indiquent également qu’il est le prisonnier d’un mystérieux individu. Bien décidée à le délivrer, la bande élabore d’abord un système de pièges pour protéger le camp des attaques indigènes. Dizzy tombe alors sur le Dragon endormi près d’un buisson de fleurs. Le jeune garçon respire les plantes et s’endort à son tour. Il est retrouvé par ses amis, qui en tentant de le ramener au camp, tombent dans une fosse camouflée. Archie, Grenadine et les jumeaux sont alors livrés à eux-mêmes, tandis que les sauvages emmènent Phil, James et Dizzy endormi.
Les prisonniers sont emmenés au camp fortifié du Doktor Schickelgrüber, un homme sans scrupules, commanditaire du capitaine Schlapp, et rejoignent la cellule de Berlingaud, ayant perdu la raison à la suite des expériences du scientifique.
Au camp, Archie, Grenadine et les jumeaux décident d’apprivoiser le dragon afin d’avoir un avantage sur les sauvages et sauver ainsi leurs amis. Après quelques essais infructueux, les Ribambins parviennent à maîtriser le lézard, à l’apprivoiser et même à le chevaucher. Ils attaquent alors le camp du Doktor, rejoints par Schlapp. L’aide involontaire de l’oiseau imitateur et la maladresse de Schickelgrüber a raison de la palissade et de la résistance des bandits. Ceux-ci sont alors maîtrisés par les jumeaux et leur fameux « Kiaï », le cri paralysant. La petite bande libère ses amis, ainsi que Berlingaud, qui a retrouvé la raison. Ce dernier leur explique alors que le Doktor se livrait à des expériences sur sujet humain afin de développer une drogue avilissante pour le compte d’un aspirant dictateur sud-américain. 
Réconciliés avec les indigènes, les enfants quittent bientôt l’île sur une immense pirogue, ramenant avec eux le confiseur et les bandits ligotés.

### Personnages
- Phil, chef de la Ribambelle
- Grenadine, la seule fille de la bande
- Archie, l'intellectuel écossais
- Dizzy, le joyeux musicien
- Atchi & Atcha, les jumeaux judokas
- James, fidèle majordome d'Archibald
- Monsieur Berlingaud, confiseur avide de découvertes
- Le Doktor Ernst Schickelgrüber ; il n'est sûrement pas anodin que ce patronyme soit identique à celui que porta jusqu'en 1877 le père d'Adolf Hitler ;
- Le capitaine Schlapp
- Le dragon de Grododo
- Les hommes de main : employés du Doktor et de Schlapp, ils sont au nombre de trois : 
  - O’Molley, un costaud à tignasse rousse
  - Le radio de Schlapp, petit et maigrichon
  - Un matelot de Schlapp
- Les habitants indigènes de l'île, qui ont tous la tête du chanteur Antoine et parlent en javanais.

### Galopingos
Ce pays fictif sud-américain est composé de plusieurs îles aux faunes bien étranges. Son nom est inspiré de celui des îles Galápagos.
Géographie
Les deux îles principales connues:
- Bo Cha Nova (Chef lieu administratif)
- Grododo (partiellement inexplorée)

Localisation
L'archipel se situe au large des cotes péruviennes.
Géologie
Les Galinpogos ont une activité volcanique latente.
Faune
L'archipel abrite de nombreuses espèces présentes nulle part ailleurs :
- Des oiseaux parlants au caractère facétieux.
- Le légendaire dragon de Grododo qui serait d'ailleurs pacifique.

Flore
La flore galopingosse, essentiellement présente en raison d'une dense forêt type amazonienne recèle également de nombreuses espèces inconnues ailleurs... telles des orchidées soporifiques et hallucinogènes.